# Fordított medúza
A fordított medúza (Cassiopea xamachana) a kehelyállatok (Scyphozoa) osztályának gyökérszájú medúzák (Rhizostomeae) rendjébe, ezen belül a Kolpophorae alrendjébe és a Cassiopeidae családjába tartozó faj.
Ebbe a családba és nembe való besorolása kérdéses. Nagy a valószínűsége annak, hogy azonos a talajlakó medúzával (Cassiopea andromeda).

## Előfordulása
A fordított medúza előfordulási területe az Atlanti-óceán nyugati felének a középső része, azaz a Karib-tenger és a Mexikói-öböl.

## Megjelenése
Ennek a medúzának a lapos korongja általában 25 centiméter átmérőjű. A korongtestben egysejtű algák élnek.

## Életmódja
Életének nagy részét fejjel lefelé tölti, a tengerek fenekén. A Sewellochiron fidens (Humes, 1969) nevű evezőlábú rák (Copepoda) élősködik rajta.